# یون نیمان
یون نیمان (سوئدی: John Nyman؛ ۲۵ آوریل ۱۹۰۸ – ۱۹ اکتبر ۱۹۷۷) کشتی‌گیر اهل سوئد بود.
وی در مسابقات کشوری و بین‌المللی در مجموع برندهٔ ۴ مدال نقره شده‌است.